# Shiriyanetta hasegawai
Shiriyanetta hasegawai är en utdöd östasiatisk fågel i familjen änder inom ordningen andfåglar. Den beskrevs 2015 utifrån lämningar från sen pleistocen funna i området Shiriya på japanska ön Honshu. Arten tros ha varit flygoförmögen.